# Vályi-Nagy Vilmos
Vályi-Nagy Vilmos (Miskolc, 1971. december 20. –) a második Orbán-kormányban a Nemzeti Fejlesztési Minisztérium infokommunikációért felelős államtitkára (2012. november 15.–),

## Tanulmányai
Vályi-Nagy Vilmos 1991-1994 között nappali szakon szerezte meg a Széchenyi István Főiskola Kautz Gyula Gazdaságtudományi Karának üzemgazdászi szakán a közgazdász végzettséget. Szakdolgozatának címe Privatizáció Kelet-Közép-Európában volt. Levelező tagozaton szerzett okleveles közgazdászi végzettséget 1996-1999 között a Miskolci Egyetem Gazdaság- és Társadalomtudományi Karán. Diplomamunkáját Vám- és jövedéki eljárások EU-integrációja címen adta be. A francia nyelvet felsőfokon, az angolt középfokon sajátította el.

## Pályafutása
1994–1996 között Vályi-Nagy a Magyar Államvasutak debreceni területi értékesítési irodájában volt előadó árufuvarozási, kereskedelmi területen.
1996 márciusában került a Vám- és Pénzügyőrség Országos Parancsnokságához (VPOP) hivatásos szolgálati jogviszonyba. Ösztöndíjasként Brüsszelben a Vámigazgatások Világszervezetének, Párizsban pedig a francia vámigazgatás munkáját tanulmányozta. A VPOP-n 2000-2003 között a nemzetközi koordinációs és kommunikációs főosztály főosztályvezető-helyettese, majd 2008-ig az informatikai főosztály vezetője volt. Informatikai és gazdasági vezetőként feladata volt az érintett területek teljes körű irányítása, elemzéssel, nemzetközi tevékenységekkel, informatikával, pénzügy-gazdálkodás-közbeszerzéssel foglalkozott. Az informatikai főosztályról pénzügyőr ezredesi, majd dandártábornoki rendfokozattal országos parancsnokhelyettessé nevezték ki.

### Államtitkári feladatkör
2010. június 1-jétől Vályi-Nagyot a Nemzeti Fejlesztési Minisztérium kormányzati informatikáért felelős helyettes államtitkárának nevezték ki, szolgálati jogviszonyát köz-, illetve kormánytisztviselői jogviszonyra cserélve. Helyettes államtitkárként feladata a kormányzati informatika központi igazgatása és szabályozása, informatikai fejlesztési programok koordinációja volt.
Fellegi Tamás nemzeti fejlesztési miniszter döntése alapján Vályi-Nagy 2011. október 17-től hat hónapon keresztül miniszteri biztosként felügyelte a második Orbán-kormány által 2010 decemberében létrehozott Kormányzati Informatikai Fejlesztési Ügynökséggel (KIFÜ) kapcsolatos feladatokat.
2012. november 15-ével az NFM infokommunikációért felelős államtitkára. A poszt Nyitrai Zsolt 2011 szeptemberi távozása óta betöltetlen volt.
Vályi-Nagy Vilmos államtitkárságának ideje alatt, 2013. július 1-jén vezették be Magyarországon a megtett úttal arányos elektronikus útdíjszedési rendszert, amire az Állami Autópálya-kezelő Zrt. (ÁAK) még 2012. szeptember második felében írt ki gyorsított tárgyalásos közbeszerzési eljárást.
2014 februárjában Vályi-Nagy egy interjúban elmondta, hogy a kormányváltás óta erőteljes fejlesztési folyamat indult meg a kormányzati informatikában, és egy 2014. február végén záruló, uniós támogatást is élvező informatikai fejlesztés eredményeképpen Európában egyedülálló módon kormányzati és közigazgatási intézmények számára is lehetőség nyílik az ún. Kormányzati Felhőben virtuális szerver igénybevételére. 2014 végére egy 2 milliárd forintos uniós beruházás eredményeként megnégyszerezik az egyetemi, akadémiai és intézeti kutatók számára ingyenesen hozzáférhető nemzeti szuperszámítástechnikai infrastruktúra (a BME-n és a Debreceni Egyetemen található két szuperszámítógép) kapacitását. A 2014-2020-as célkitűzéseket megfogalmazó Nemzeti Infokommunikációs Stratégia részeként 2018-ra célul tűzték ki, hogy minden háztartás számára hozzáférhető legyen minimum 30 Mbps-os internetszolgáltatás, az állampolgárok és a vállalkozások pedig minden közigazgatási ügyüket teljes egészében elektronikusan intézhessék.

## Magánélete
Nős, három gyermek édesapja.